# Власак, Олдржих
Олдржих Власак (чеш. Oldřich Vlasák, 26 ноября 1955[…], Градец-Кралове, Градецкий край, Чехословакия — 12 октября 2024) — чешский политик и инженер, депутат Европарламента 6 и 7 созывов.

## Биография
В 1980 году окончил инженерный факультет Чешского технического университета в Праге. Работал в дизайнерской компании. В 1993–1998 годах был директором аэропорта в Пардубице. 
В 1991 году вступил в Гражданскую демократическую партию. В 1990-х годах он был депутатом городского совета (местного совета) Градца-Кралове. С 1998 по 2004 год занимал должность президента этого города (приматор).
В 2004 году он стал депутатом Европарламента от списка Гражданской демократической партии и успешно переизбрался на выборах 2009 года. На 7-м созыве он присоединился к группе Европейских консерваторов и реформистов и стал членом Комитета регионального развития. Он покинул Европарламент в 2014 году и в том же году снова стал депутатом городского совета Градец-Кралове. В 2016 году он также получил мандат депутата совета Краловеградецкого края.

## Публикации
- Evropská unie očima studentů (Европейский Союз глазами студентов); Evropská unie očima podnikatelů (Европейский Союз глазами предпринимателей); Evropská unie očima občanů ČR (Европейский Союз глазами граждан Чехии); 15 let ODS ve Východočeském a Královéhradeckém regionu (15 лет Гражданской демократической партии в Восточно-Чешском и Градец-Кралове краях); Budoucnost kohezní politiky (Будущее политики сплочения); соавтор книг Evropská parlamentní demokracie (Европейская парламентская демократия), Naše obce a města v Evropské unii (Наши муниципалитеты и города Европейского Союза), Naše města a evropské peníze (Наши города и европейские деньги).